# George Thompson
George „Tip” Thompson (ur. 29 listopada 1947 w Nowym Jorku, zm. 8 czerwca 2022) – amerykański koszykarz, występujący na pozycji rozgrywającego.
Przez 40 lat był liderem wszech czasów Marquette Warriors w liczbie zdobytych punktów (1773), zanim w sezonie 2008/09 nie poprawił go Jerel McNeal (1985).
14 października 1972 roku ustanowił rekord ABA w liczbie oddanych rzutów wolnych (29) w trakcie pojedynczego spotkania (Tams vs Conquistadors).

## Osiągnięcia
Na podstawie, o ile nie zaznaczono inaczej.
College
- Wicemistrz National Invitational Tournament (NIT – 1967)
- Uczestnik rozgrywek:
  - Elite Eight turnieju NCAA (1969)
  - Sweet Sixteen turnieju NCAA (1968, 1969)
- Zaliczony do II składu All-American (1969 przez Converse)[5]
- Laureat Marquette Athletics Lifetime Achievement Award (2013)
- Drużyna Marquette Warriors zastrzegła należący do niego numer 24

ABA
- Uczestnik meczów gwiazd:
  - ABA (1972–1974)[6][7][8]
  - NBA vs. ABA „Super Game” (1972)
- Lider ABA w liczbie celnych rzutów wolnych (549 – 1973)

Inne
- Wybrany do:
  - Galerii Sław:
    - Sportu stanu Wisconsin (2001)
    - Koszykówki Nowego Jorku (2013)[9]